# Olpium socotraense
Espèce
Olpium socotraense est une espèce de pseudoscorpions de la famille des Olpiidae.

## Distribution
Cette espèce est endémique de Socotra au Yémen.

## Étymologie
Son nom d'espèce, composé de socotra et du suffixe latin -ense, « qui vit dans, qui habite », lui a été donné en référence au lieu de sa découverte, Socotra.

## Publication originale
- Mahnert, « Pseudoscorpions (Arachnida: Pseudoscorpiones) of the Socotra Archipelago, Yemen..  », Fauna of Arabia, vol. 23,‎ 2007 , p. 271-307.